# Osternburger Kanal

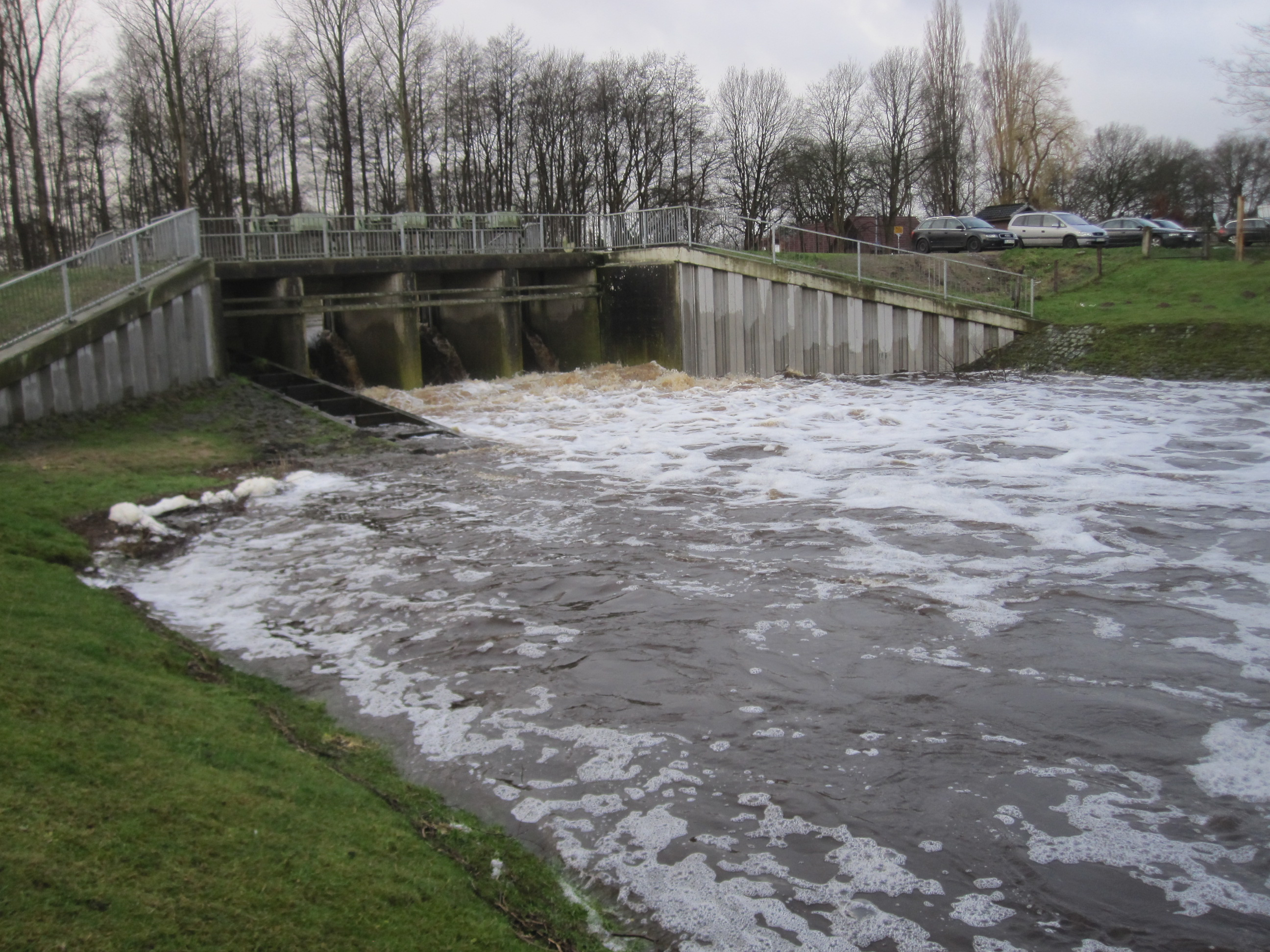
Abschlagsbauwerk Tungeln

Der Osternburger Kanal ist ein etwa 4 km langes Nebengewässer der Tide-Hunte. Der Kanal beginnt am Abschlagsbauwerk in Tungeln (Gemeinde Wardenburg) und endet etwas unterhalb der Brücke der Autobahn A 28 in Oldenburg, wo er in die Stadtstrecke des Küstenkanals mündet.

## Betreuung
Der Osternburger Kanal liegt im Verbandsgebiet der Hunte-Wasseracht mit Sitz in Huntlosen. Das Gewässer gehört zum Revier des Sportfischereivereins Oldenburg e. V.

## Funktion
Der Kanal nimmt vor dem Wasserkraftwerk Obere Hunte überschüssiges Oberwasser der Hunte auf, um es nördlich des Kraftwerks und der Küstenkanalschleuse wieder an die Hunte abzugeben.

## Geschichte
Der Osternburger Kanal entstand gegen Ende des 19. Jahrhunderts, als die Hunte zwischen Tungeln und Oldenburg zur Verbesserung der Be- und Entwässerung der Wiesen an Hunte und Lethe nach Westen verlegt wurde. Für den Kanal wurde teilweise das alte Huntebett genutzt.

## Verlauf und Zuflüsse
Der Osternburger Kanal verläuft im ersten Teilabschnitt bis zur Kreyenbrücke südlich  der Landesstraße L 870. Vor der Kreyenbrücke nimmt der Kanal rechtsseitig das Bümmersteder Fleth auf, um sich dann nach Norden zu wenden. Im weiteren Verlauf mündet linksseitig die Lethe und rechtsseitig das Koppelsieltief in den Kanal. Unterhalb der Autobahn 28 vereint sich der Osternburger Kanal mit Hunte und Küstenkanal zur Stadtstrecke des Küstenkanals.

## Schutzgebiete
Der Osternburger Kanal liegt zwischen der Mündung der Lethe in den Kanal und der Mündung des Kanals in die Hunte im FFH-Gebiet „Sager Meer, Ahlhorner Fischteiche und Lethe“. Der Abschnitt wurde zum 1. Januar 2019 als Naturschutzgebiet „Osternburger Kanal“ ausgewiesen. Das Naturschutzgebiet mit der Kennung NSG WE 304 ist circa 5,2 Hektar groß und umfasst den Wasserkörper des Osternburger Kanals und die angrenzende Uferböschung. Der Kanal hat hier eine wichtige Vernetzungsfunktion zwischen den Flüssen Hunte und Lethe und dient als Lebensraum und Wanderkorridor für Fische und Rundmäuler, darunter Flussbarsch, Gründling, Hasel, Rotauge, Aal, Hecht, Steinbeißer, Fluss- und Meerneunauge, sowie andere aquatische Lebewesen. Der Kanal und die ihn umgebende Buschhagenniederung und Tungelner Marsch sind Jagdrevier der Fledermausarten Großer Abendsegler, Kleiner Abendsegler, Breitflügelfledermaus, Rauhautfledermaus, Zwergfledermaus und Wasserfledermaus. Auf der Uferböschung des Kanals siedeln u. a. Kohldistel, Gewöhnlicher Blutweiderich, Echtes Mädesüß, Schwanenblume und Sumpfdotterblume.
Der Osternburger Kanal liegt oberhalb der Querung durch die Bundesautobahn 28 im Landschaftsschutzgebiet „Mittlere Hunte“. Das Landschaftsschutzgebiet ist im Geltungsbereich der Naturschutzverordnung im Naturschutzgebiet „Osternburger Kanal“ aufgegangen.

## Sonstiges
Der Osternburger Kanal wird von der L 870, dem Niedersachsendamm und der Autobahn A 28 sowie mehreren Wirtschafts- und Fußwegen gequert. Am Abschlagsbauwerk Tungeln ist eine Fischtreppe eingebaut. Entlang des Kanals sind Deiche zum Schutz des Hinterlands angelegt. Die Deichkrone wird von Spaziergängern und Fahrradfahrern genutzt.